# Белгија на Светском првенству у атлетици на отвореном 2013.
Белгија је учествовала на Светском првенству у атлетици на отвореном 2013. одржаном у Москви од 10. до 18. августа четрнаести пут, односно учествовала је на свим првенствима до данас и пријавила је седамнаест учесника (11 мушкараца и 6 жена) који је требало да се такмиче у девет тркачких, једној техничкој дисциплини и два вишебоја. Такмичари Арно Дестат (пријављен за трку 4 х 400 м), Adrien Deghelt (пријављен за трку 110 м препоне), Hans van Alphen (пријављен за десетобој) и Тија Хелебаут (пријављена за скок увис) нису на стартним листама па је тако број учесника 13 од тога 8 мушкараца и 5 жена.
На овом првенству Белгија није освојила ниједну медаљу, али је остварила један национални рекорд сезоне, шест личних рекорда и три лична рекорда сезоне. У табели успешности према броју и пласману такмичара који су учествовали у финалним такмичењима (првих 8 такмичара) Белгија је са 2 учесника у финалу била 29. са 9 бодова.
| Плас. | Земља   | 1. место | 2. место | 3. место | 4. место | 5. место | 6. место | 7. место | 8. место | Бр. финал. | Бод. |
| ----- | ------- | -------- | -------- | -------- | -------- | -------- | -------- | -------- | -------- | ---------- | ---- |
| 29.   | Белгија | 0        | 0        | 0        | 1        | 1        | 0        | 0        | 0        | 2          | 9    |

## Учесници
| Мушкарци: - Жонатан Борле — 400 м, 4 х 400 м - Кевин Борле — 400 м, 4 х 400 м - Питер-Јан Ханес — 1.500 м - Дилан Борле — 4 х 400 м - Антоан Жиле — 4 х 400 м - Will Owoye — 4 х 400 м - Башир Абди — 10.000 м - Томас ван дер Плецен — Десетобој | Жене: - Алменш Белете — 5.000 м - Ан Загре — 100 м препоне - Сара Ертс — 100 м препоне - Axelle Dauwens — 400 м препоне - Нафисату Тијам — Седмобој |  |

## Резултати

### Мушкарци
| Атлетичар                                                     | Дисциплина | Лични рекорд | Квалификације  | Квалификације | Полуфинале           | Полуфинале           | Финале               | Финале       | Детаљи                                     |
| Атлетичар                                                     | Дисциплина | Лични рекорд | Резултат       | Место         | Резултат             | Место                | Резултат             | Место        | Детаљи                                     |
| ------------------------------------------------------------- | ---------- | ------------ | -------------- | ------------- | -------------------- | -------------------- | -------------------- | ------------ | ------------------------------------------ |
| Жонатан Борле                                                 | 400 м      | 44,43 НР     | 45,24 КВ       | 2. у гр 1     | 44,85 КВ             | 2. у гр 2            | 44,54 ЛРС            | 4 / 32 (35)  |                                            |
| Кевин Борле                                                   | 400 м      | 44,56        | 45,32 КВ       | 2. у гр 4     | 45,03                | 4. у гр 1            | Није се квалификовао | 9 / 32 (35)  | Архивирано на веб-сајту (5. новембар 2013) |
| Питер-Јан Ханес                                               | 1.500 м    | 3:35,97      | 3:40,39        | 10. у гр 3    | Није се квалификовао | Није се квалификовао | Није се квалификовао | 25 / 37 (38) | Архивирано на веб-сајту (28. октобар 2013) |
| Башир Абди                                                    | 10.000 м   | 27:43,99     |                |               |                      |                      | 28:41,69             | 23 / 25 (35) |                                            |
| Антоан Жиле* Жонатан Борле Дилан Борле Кевин Борле Will Owoye | 4 х 400 м  | 2:59,37 НР   | 3:00,81 кв НРС | 3. у гр 2     |                      |                      | 3:01,02              | 5 / 24       |                                            |

- Атлетичар који је означен звездицом је учествовао у штафети у предтакмичењу, али не у финалу.

Десетобој
| Дисциплина    | Томас ван дер Плецен Архивирано на веб-сајту (28. октобар 2013) | Томас ван дер Плецен Архивирано на веб-сајту (28. октобар 2013) | Томас ван дер Плецен Архивирано на веб-сајту (28. октобар 2013) | Томас ван дер Плецен Архивирано на веб-сајту (28. октобар 2013) | Томас ван дер Плецен Архивирано на веб-сајту (28. октобар 2013) | Томас ван дер Плецен Архивирано на веб-сајту (28. октобар 2013) |
| Дисциплина    | Лич. рек.                                                       | Резултат                                                        | Бод.                                                            | Плас.                                                           | Укупно                                                          | Плас.                                                           |
| ------------- | --------------------------------------------------------------- | --------------------------------------------------------------- | --------------------------------------------------------------- | --------------------------------------------------------------- | --------------------------------------------------------------- | --------------------------------------------------------------- |
| 100 м         | 11,12                                                           | 11,09 ЛР                                                        | 841                                                             | 19                                                              |                                                                 |                                                                 |
| Скок удаљ     | 7,80                                                            | 7,64                                                            | 970                                                             | 5                                                               | 1.811                                                           | 11                                                              |
| Бацање кугле  | 13,57                                                           | 13,57 ЛР                                                        | 702                                                             | 26                                                              | 2.513                                                           | 13                                                              |
| Скок увис     | 2,17                                                            | 2,05                                                            | 850                                                             | 6                                                               | 3.363                                                           | 11                                                              |
| 400 м         | 48,64                                                           | 49,00 ЛРС                                                       | 861                                                             | 16                                                              | 4.224                                                           | 13                                                              |
| 110 м препоне | 14,65                                                           | 14,66 ЛРС                                                       | 891                                                             | 18                                                              | 5.115                                                           | 13                                                              |
| Бацање диска  | 43,31                                                           | 41,17                                                           | 688                                                             | 23                                                              | 5.803                                                           | 15                                                              |
| Скок мотком   | 5,30                                                            | 5,10 ЛР                                                         | 941                                                             | 6                                                               | 6.744                                                           | 13                                                              |
| Бацање копља  | 65,31                                                           | 65,31 ЛР                                                        | 818                                                             | 9                                                               | 7.562                                                           | 13                                                              |
| 1.500 м       | 4:32,52                                                         | 4:37,93 ЛРС                                                     | 693                                                             | 16                                                              |                                                                 |                                                                 |
| Десетобој     |                                                                 |                                                                 |                                                                 |                                                                 | 8.255 ЛР                                                        | 15 / 25 (34)                                                    |

### Жене
| Атлетичарка    | Дисциплина    | Лични рекорд        | Квалификације   | Квалификације   | Полуфинале                       | Полуфинале                       | Финале                | Финале                | Детаљи                                     |
| Атлетичарка    | Дисциплина    | Лични рекорд        | Резултат        | Место           | Резултат                         | Место                            | Резултат              | Место                 | Детаљи                                     |
| -------------- | ------------- | ------------------- | --------------- | --------------- | -------------------------------- | -------------------------------- | --------------------- | --------------------- | ------------------------------------------ |
| Алменш Белете  | 5.000 м       | 15:03,63            | 16:03,03        | 6. у гр 1       |                                  |                                  | Није се квалификовала | 16 / 21 (22)          | Архивирано на веб-сајту (1. новембар 2013) |
| Ан Загре       | 100 м препоне | 12,79 (+1.4 м/с) НР | 12,94 КВ        | 3. у гр 2       | Дисквалификована по чл. 168.7(б) | Дисквалификована по чл. 168.7(б) | Није се квалификовала | Није се квалификовала |                                            |
| Сара Ертс      | 100 м препоне | 12,90               | Није стартовала | Није стартовала | Није се квалификовала            | Није се квалификовала            | Није се квалификовала | Није се квалификовала | Архивирано на веб-сајту (26. октобар 2013) |
| Axelle Dauwens | 400 м препоне | 55,96               | 56,85           | 5. у гр. 1      | Није се квалификовала            | Није се квалификовала            | Није се квалификовала | 21 / 29(32)           |                                            |

Седмобој
| Дисциплина    | Нафисату Тијам | Нафисату Тијам | Нафисату Тијам | Нафисату Тијам | Нафисату Тијам | Нафисату Тијам |
| Дисциплина    | Лич. рек.      | Резултат       | Бод.           | Плас.          | Укупно         | Плас.          |
| ------------- | -------------- | -------------- | -------------- | -------------- | -------------- | -------------- |
| 100 м препоне | 13,91          | 14,13          | 960            | 28             |                |                |
| Скок увис     | 1,92           | 1,92 ЛР        | 1.132          | 1              | 2.092          | 3              |
| Бацање кугле  | 13,10          | 13,71          | 775            | 12             | 2.867          | 3              |
| 200 м         | 24,89          | 25,61          | 832            | 26             | 3.699          | 8              |
| Скок удаљ     | 6.37           | 6,11           | 883            | 13             | 4.582          | 8              |
| Бацање копља  | 46,94          | 43,64          | 737            | 15             | 5.319          | 9              |
| 800 м         | 2:24,89        | 2:25,43        | 751            | 29             |                |                |
| Седмобој      | 6.298          |                |                |                | 6.070          | 14 / 29 (33)   |